# Будлянський Михайло Власович

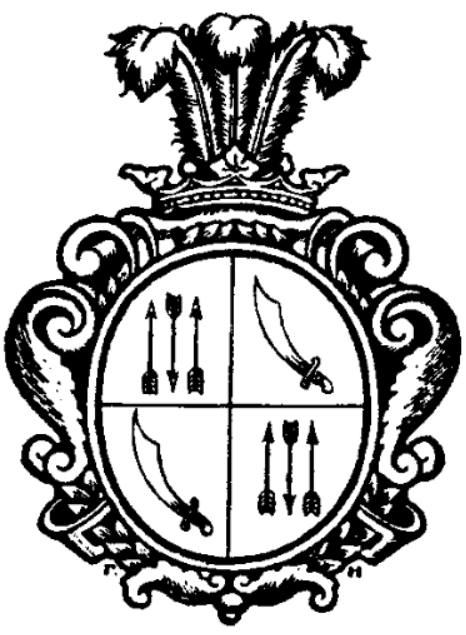
Герб Будлянських

Будлянський Михайло Власович (пом. 1790) — малоросійський шляхтич другої половини XVIII століття, син бунчукового товариша Власа Климовича Будлянського й Агафії Григорівни Розумовської, гетьманський небіж. Сестри, Марина і Марфа, пошлюбили Данила Апостола (1761) і Григорія Солонину (1 липня 1772) відповідно. 
Своїм рангом Влас Будлянський сповна завдячував шурину, єлизаветинському фавориту Олексію Розумовському, який забрав сина Михайла до Санкт-Петербурга і поселив у домі разом з іншими племінниками та племінницями. Гувернерами до них приставили такого собі пана Носке та мадам Шмідт, звану також Йоганною. Станом на 1756 р. юнак мешкав в Аничковому палаці.
5 вересня 1751 М. Будлянський був пожалуваний в камер-юнкери до великого князя Петра Федоровича, 10 лютого 1758 дістав чин камергера, а в 1768 — таємного радника; генерал-майор (з 28 грудня 1761). Після палацового перевороту 1762 р. Михайло за дорученням К. Розумовського повіз до України кількатисячний наклад маніфесту Катерини Олексіївни про сходження на престол. Документ було зачитано в глухівській церкві св. Миколая, а згодом всі присутні — генеральна старшина, урядники та духовенство — зложили присягу.
Будлянський час від часу подибується на сторінках камер-фур'єрських журналів, як-от 29 вересня 1773 р., коли на урочистостях з нагоди весілля цесаревича Павла Петровича з Наталією Олексіївною ніс кінець шлейфу імператрициної мантії. За довголітню службу він сподобився ордена св. Анни, 1783 р. вийшов у відставку.
У 1758 одружився з єдиною донькою генерального осавула Петра Валькевича Софією, яка принесла з собою значний посаг. Чималою була і батьківська спадщина. В справі про дворянство Михайла міститься список його (крім жінчиних) маєтностей, на яких жило 3339 селян чоловічої статі й 3273 жіночої, найперш у Прилуцькім полку. Будлянському, зокрема, належали села Чемер, Жилин Млин, частина Козар й Срібного, останнє ж завдяки вирощуванню тютюну, названого на честь власника «камергеркою», стало центром тютюнової промисловості Малоросії. З-поміж іншого, колишній сановник утримував кріпацький оркестр, капельмейстером якого був італієць Бабі. Залишив по собі синів Олексія й Петра.